# ميركو كاسبر
ميركو كاسبر (بالألمانية: Mirko Casper)‏ (1 مارس 1982 في ألمانيا - ) هو لاعب كرة قدم ألماني في مركز الدفاع. لعب مع ألمانيا آخن وباير 04 ليفركوزن وفورتونا كولن و.

## وصلات خارجية
- ميركو كاسبر على موقع قاعدة بيانات كرة القدم.إي يو (الإنجليزية)
- ميركو كاسبر على موقع بيانات كرة القدم. دي إي (الألمانية)
- ميركو كاسبر على موقع عالم كرة القدم.نت (الإنجليزية)